# The Wind
The Wind (кор. 더윈드) — південнокорейський хлопчачий гурт під керівництвом With Us Entertainment. До складу гурту входять: Шін Чже Вон, Кім Хі Су, Танаторн, Чхве Хан Бін, Пак Хаючан, Ан Чан Вон і Чан Хьон Джун. Гурт дебютував 15 травня 2023 року з мініальбомом Beginning: The Wind Page.

## Кар'єра

### 2023: Дебют зBeginning: The Wind Page
8 березня 2023 року With Us оголосили, що The Wind дебютують зі своїм першими мініальбомом Beginning: The Wind Page 15 травня 2023.

## Учасники
- Шин Чже Вон (кор. 신재원)
- Кім Хі Су (кор. 김희수)
- Танаторн (кор. 타나톤)
- Чой Хан Бін (кор. 최한빈)
- Парк Хаючан (кор. 박하유찬)
- Ан Чан Вон (кор. 안찬원)
- Чан Хьон Джун (кор. 장현준)

## Дискографія

### Мініальбоми
| Назва                    | Деталі | Пікові позиції у чартах | Продажі                  |
| Назва                    | Деталі | KOR                     | Продажі                  |
| ------------------------ | --- | ----------------------- | ------------------------ |
| Beginning: The Wind Page | - Реліз: 15 травня 2023 - Лейбл: With US Entertainment - Формат: CD, цифрове завантаження Трек-лист 1. «Sirius» (빛을 담아 너에게 줄게) 2. «Island» 3. «Do It» (할 수 있어) 4. «With Us» (다시 만나) | 34                      | - Південна Корея: 14,225 |

### Сингли
| Назва                                                                            | Рік  | Пікові позиції у чартах | Альбом                   |
| Назва                                                                            | Рік  | KOR Down.               | Альбом                   |
| -------------------------------------------------------------------------------- | ---- | ----------------------- | ------------------------ |
| «Island»                                                                         | 2023 | 148                     | Beginning: The Wind Page |
| «—» релізи, що не потрапили у чарти або не були випущені у відповідних регіонах. |      |                         |                          |

## Відеографія

### Музичні відео
| Назва    | Рік  | Режисер(и)              | Нотатки                   | Прим.             |
| -------- | ---- | ----------------------- | ------------------------- | ----------------- |
| «Sirius» | 2023 | Yun Kim (RYST Studio)   | Пре-дебютне музичне відео | [ 7 ] [ 8 ] [ 9 ] |
| «Island» | 2023 | Vishop (Vikings League) | Дебютне музичне відео     | [ 7 ] [ 8 ] [ 9 ] |